# Замок Эштремош
Замок Эштремош (порт. Castelo de Estremoz) — средневековый замок во фрегезии Санта-Мария города Эштремош округа Эвора Португалии. Расположен на холме к северу от гор Осса и первоначально предназначался для защиты границ Алентежу. В 1336 году во дворце рядом с замком скончалась Святая Изабелла Португальская.

## История
Первые укрепления Эштремоша относятся к периоду мусульманского господства. Во время Реконкисты португальские войска Жералду Бесстрашного завладели Эворой (1165). Однако соседний Эштремош был окончательно включен в состав Португалии лишь в середине XIII века, во времена правления Саншу II (1223—1248), который инициировал работы по реконструкции замка. Во время правления короля Афонсу III (1248—1279) город получил фуэрос в 1258 году, в котором был предусмотрен план укрепления обороноспособности и строительства городской стены.
Строительство стен было продолжено во времена правления короля Диниша (1279—1325), по повелению которого рядом с замком был возведен Королевский дворец. В этом дворце умерла королева Изабелла Португальская (4 июля 1336), позднее её тело было перевезено в монастырь Санта-Клара-а-Велья-де-Коимбра.

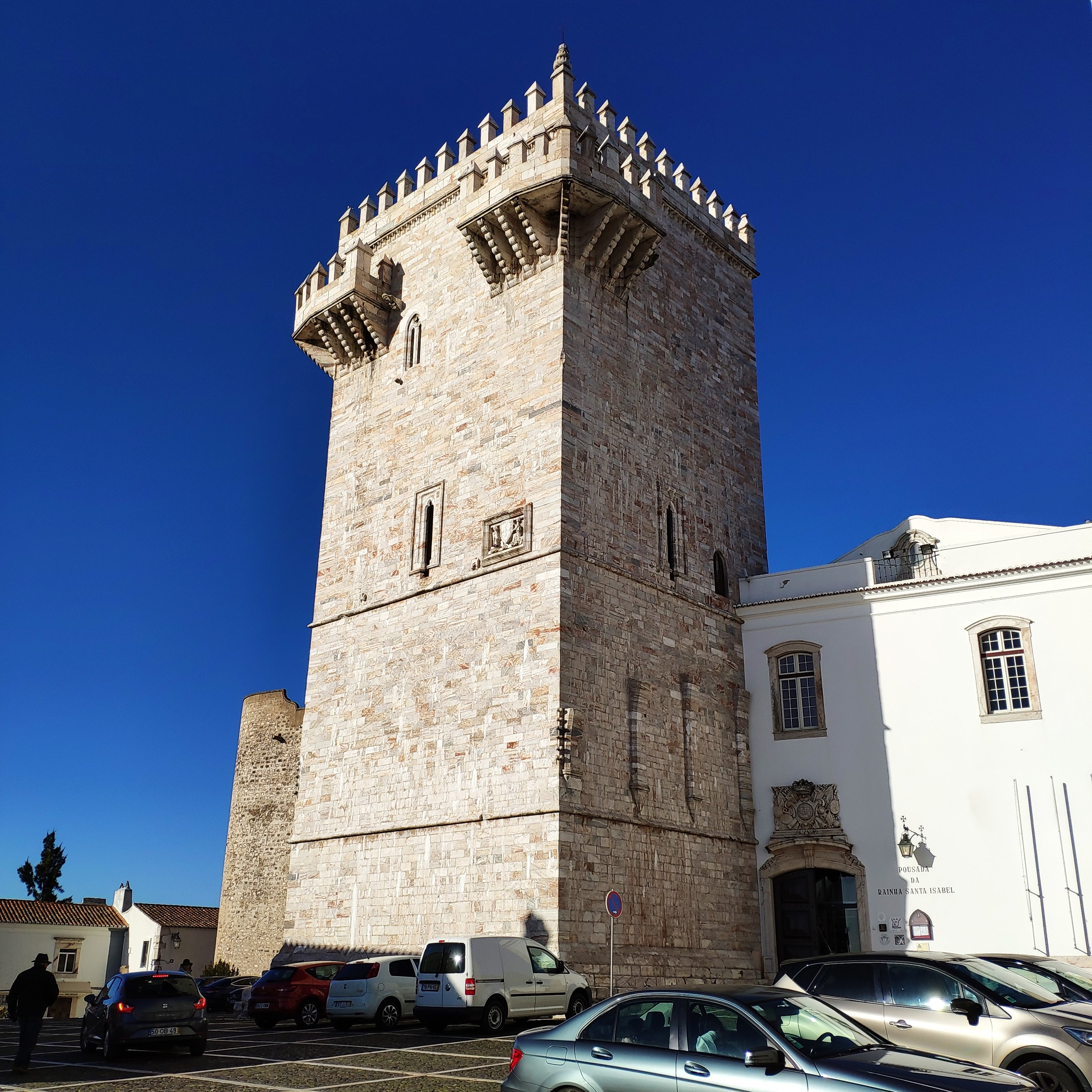
Башня трех корон.

Донжон замка был завершен во время правления Фернанду I (1367—1383), около 1370 года. В ходе кризиса 1383—1385 годов комендант замка Жуан Мендеш де Васконселуш поддержал кастильскую фракцию. Однако жители города вынудили Мендеша покинуть замок, командование которым принял его оруженосец Мартин Пиреш, присягнувший ависской фракции. В 1384 году коннетабль Португалии Нуну Альвареш Перейра установил в Эштремоше свой штаб и готовил португальские войска к битве с испанцами при Атолейруше.
В ходе кризиса преемственности 1580 года замок Эштремош и его комендант остались верны Антонио из Крату. Когда кастильские войска под командованием герцога Альбы вторглись в Португалию, лишь Алентежу отказалась капитулировать. Альба осадил Эштремош, и комендант замка Жуан де Азеведу, видя страдания солдат и осознавая бесперспективность сопротивления, сдал замок.

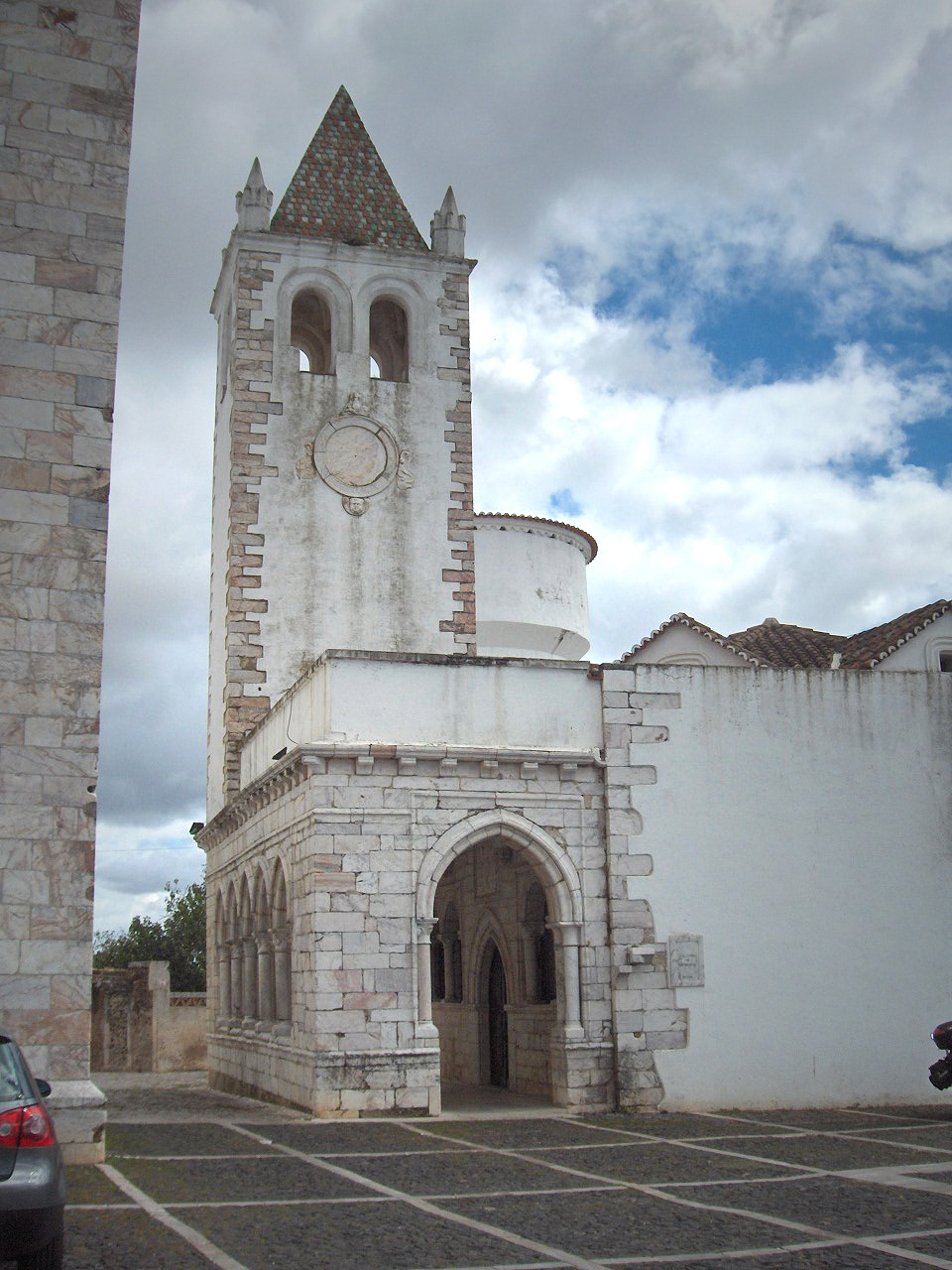
Колокольня и Дворец аудиенций.

В ходе войны за независимость (1640) Эштремош еще раз послужил штаб-квартирой для португальских войск. Отряды, расквартированные здесь, оказали решающее воздействие на исход битв при Элваше (1659), при Амейшиале (1663) и при Монтеш-Кларуш (1665), положивших конец войне. В 1642 году комиссия в составе военных инженеров Жуана Пашасиу, Руя Коррейи Лукаша и Жана Гийо по приказу Жуана IV проинспектировала укрепления Алентежу и составила перечень работ по укреплению местных замков.
Оборона Эштремоша и его замка была модернизированы по проекту Пашасиу. После его смерти в 1648 году работами занялся французский военный инженер Николя Лангр, с помощью Пьера де Сент-Коломба. В это время были возведены четыре бастиона, два полу-бастиона и равелин.
В XVIII веке продолжались фортификационные работы, в частности, с 1736 года велась реконструкция бывшего королевского дворца, перепрофилированного под военный склад по проекту Антониу Карлуша Андрейша. Между 1738 и 1742 годами Жуан V (1706—1750) инициировал строительство внушительного здания в стиле барокко — Оружейного дворца (ныне это один из самых известных музеев оружия в Европе), а также украшение Часовни Святой королевы Изабеллы.
В XIX веке во время Апельсиновой войны (1801) Эштремош был недолго оккупирован французскими войсками под командованием генерала Келлермана. Несколько десятилетий спустя, во время Мигелистских войн в застенках Эштремоша были расстреляны 39 либералов.

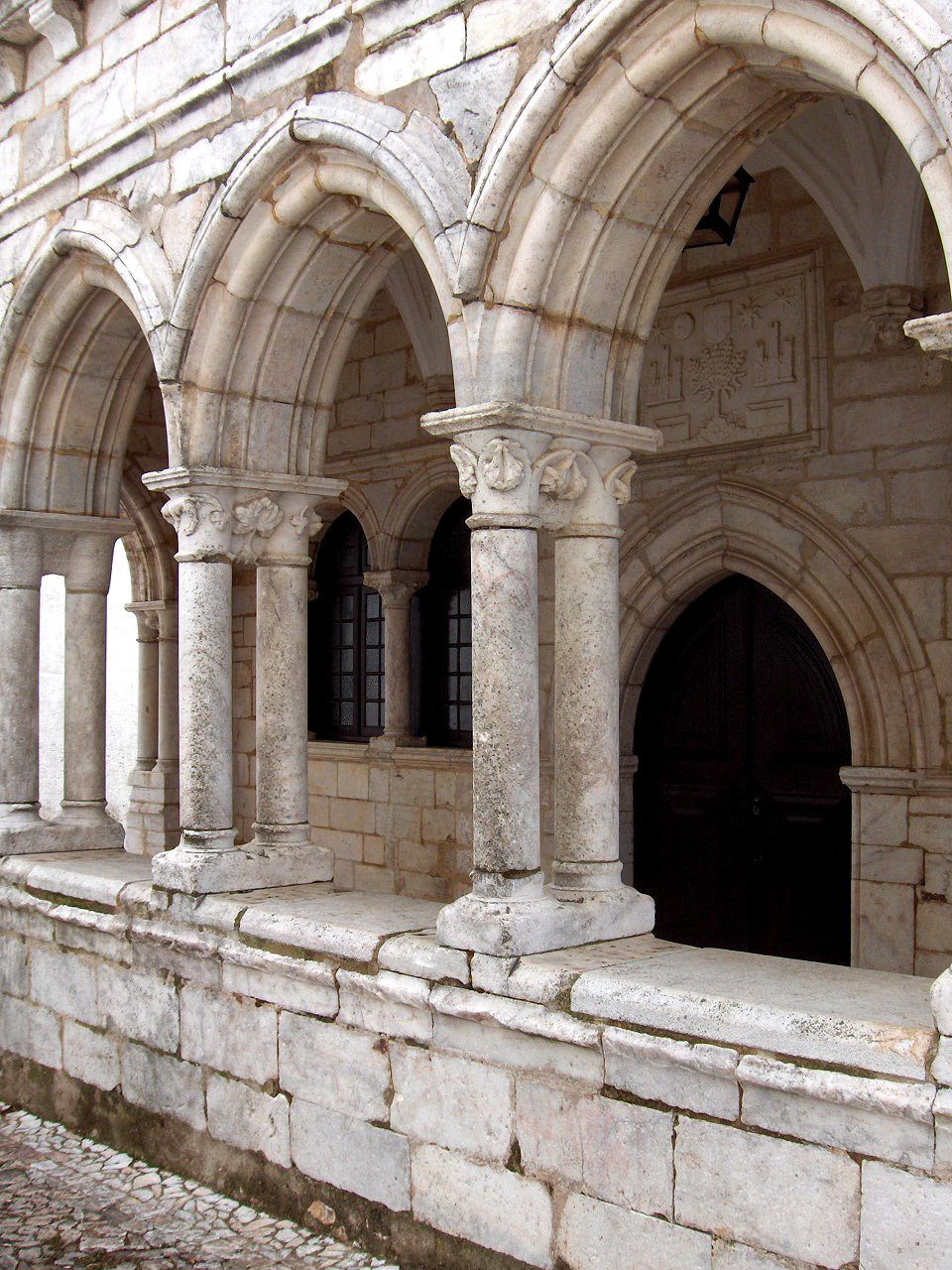
Готическая аркада Дворца аудиенций.

После окончания войны и по мере расширения города крепостные укрепления разрушались. Так, для строительства железнодорожного вокзала в центре города была разрушена большая часть северной стены. 17 августа 1898 года сильный взрыв в одном из пороховых погребов нанес значительный ущерб военным складам (бывший королевский дворец) и замку.
В начале XX века замок вместе с городской стеной, Часовой башней и Часовней Святой королевы Изабеллы был внесен в список национальных памятников декретом от 23 июня 1910 года. Реставрацией памятника занялся Генеральный директорат национальных памятников (DGEMN) в 1939 году. Между 1967 и 1988 годами военные склады (бывший королевский дворец) был перепрофилирован в общежитие.
В настоящее время памятник выполняет туристические, культурные (Картинная галерея в Старом зале судебных заседаний короля Диниша) и религиозные функции (Часовня Святой королевы Изабеллы).

## Архитектура
Замок Эштремош имеет четкую пятиугольную планировку, адаптированную к рельефу местности.
Замок стоит на вершине известнякового холма и сочетает элементы готики, модерна и неоклассицизма. Он окружен зубчатой стеной, усиленной четырьмя полуцилиндрическими башнями. На южной стороне расположена сторожевая башня, также известная как Башня трех королей или Башня трех корон. Внутри башня разделена на три этажа.